# Beuca
Beuca is een Roemeense gemeente in het district Teleorman.
Beuca telt 1508 inwoners.